# Lembert Dome
Le Lembert Dome est un sommet américain de la Sierra Nevada, en Californie. Ce dôme de granite culmine à 2 880 mètres d'altitude en surplombant de 230 mètres les Tuolumne Meadows, dans le comté de Tuolumne. Il est situé dans la Yosemite Wilderness, au sein du parc national de Yosemite.